# مارك إدموند جونز
مارك إدموند جونز (بالإنجليزية: Marc Edmund Jones)‏ هو منجم وكاتب وكاتب سيناريو أمريكي، ولد في 1 أكتوبر 1888 في سانت لويس في الولايات المتحدة، وتوفي في 5 مارس 1980 في ستانوود في الولايات المتحدة.

## وصلات خارجية
- مارك إدموند جونز على موقع IMDb (الإنجليزية)